# Семиструнна гітара
Російська семиструнна гітара (іноді її називають «циганською гітарою») — різновид семиструнної акустичної гітари, що набула поширення на теренах  Російської імперії наприкінці XVIII століття — на початку XIX століття, швидше за все, як еволюція цистри і торбана. Зрештою, деякі західноєвропейські органологи вважають російську гітару різновидом цистри з гітарним корпусом.

## Конструктивні особливості
Російська семиструнна гітара має корпус, схожий на свою шестиструнну колегу. Форма корпусу семиструнки може бути різною. Це й доволі вузький та видовжений корпус, і характерний «краснощоковський» (від прізвища відомого майстра середини XIX століття), з максимально завуженою талією і майже однаковою шириною верхнього та нижнього овалів. У XX столітті почали виготовляти семиструнні гітари з формою корпуса класичних.
Товщина грифа не відрізняється від товщини шестиструнних грифів. Накладка грифа, як правило, має радіус. Анкерного стержня у грифі семиструнки немає.
Традиційне з'єднання грифа з корпусом — гвинтове (на відміну від шестиструнної гітари — там клеєне).
Схема пружин на верхній деці інструмента аналогічна віденським гітарам (майстер Йоган Ґотфріт Шетцер (нім. Johann Gottfried Scherzer) та його учні).
Мензура семиструнної гітари має розмаїті значення. Трапляються варіанти від 610 до 650 мм, які можна вважати повнорозмірними інструментами.
Окремо варто згадати про гітари-терц і гітари-кварт, з мензурами 585 і 540 мм відповідно. Вони не є зменшеними, «дитячими» чи «дамськими» гітарами, як сучасні 1/2, 3/4 чи 7/8 шестиструнні гітари; це повноцінні інструменти.

## Стрій

### Стандартний стрій
Російська гітара, або циганська, семиструнна гітара має сім струн. Ці гітари, як правило, налаштовані на відкритий мажорний акорд G.
| Струна | Нота     | Октава | Нотація |
| ------ | -------- | ------ | ------- |
| 1      | d1 (ре1) | Перша  |         |
| 2      | b (сі)   | Мала   |         |
| 3      | g (соль) | Мала   |         |
| 4      | d (ре)   | Мала   |         |
| 5      | B (Сі)   | Велика |         |
| 6      | G (Соль) | Велика |         |
| 7      | D (Ре)   | Велика |         |

Нотація гитари здійснюється на октаву вище дійсного звучання.
Походження строю точно не відоме.
Ймовірно, стрій був запозичений у популярного тоді і століття перед цим торбана або у цитроподібного інструмента. Як би там не було, зрештою, саме семиструнна гітара витіснила торбан зі вжитку серед аристократії в Україні та Росії.
Стрій російської гітари був уже широко відомий в Російській імперії — принаймні у тому ж строї була налаштована  ладкова кобза П. Конопленка-Запорожця,, якій у 1902 році було уже біля 150 років, та п'ятиструнні бандурки на Уралі відкритого строю, які побутували серед переселенців з України.

### Інші строї
Окрім «російського» мажорного строю, відомий також так званий циганський стрій, у якому 2-а та 5-а струни налаштовують у Сі бемоль, тобто всю гітару на Соль мінорний тризвук, а саме: D, {G, B♭, d}, {g, b♭, d1}. 
В Україні для такої гітари зафіксовано ще один, «народний» варіант строю, в якому п'ята струна піднімається на тон (С замість B), — в такому варіанті гітара повністю (на тон вище) повторює перші сім струн грифа торбана, стаючи, по-суті, його спрощеною версією. Стрій: D, {G, С, d}, {g, b, d1}.
Ідентичні строї зафіксовано також для давньої кобзи Павла Конопленка-Запорожця. Вона є, по суті, трохи розширеною версією семиструнної гітари, маючи 8 струн на грифі і 4 приструнки.
В рок-музиці в останні десятиліття набули поширення семиструнні електрогітари, які ладнають як класичні шестиструнні, додаючи понижену струну Сі. Вони не мають прямого відношення до російської циганської семиструнної гітари. Їх розглядають як природну еволюцію шестиструнної гітари.

## Історія

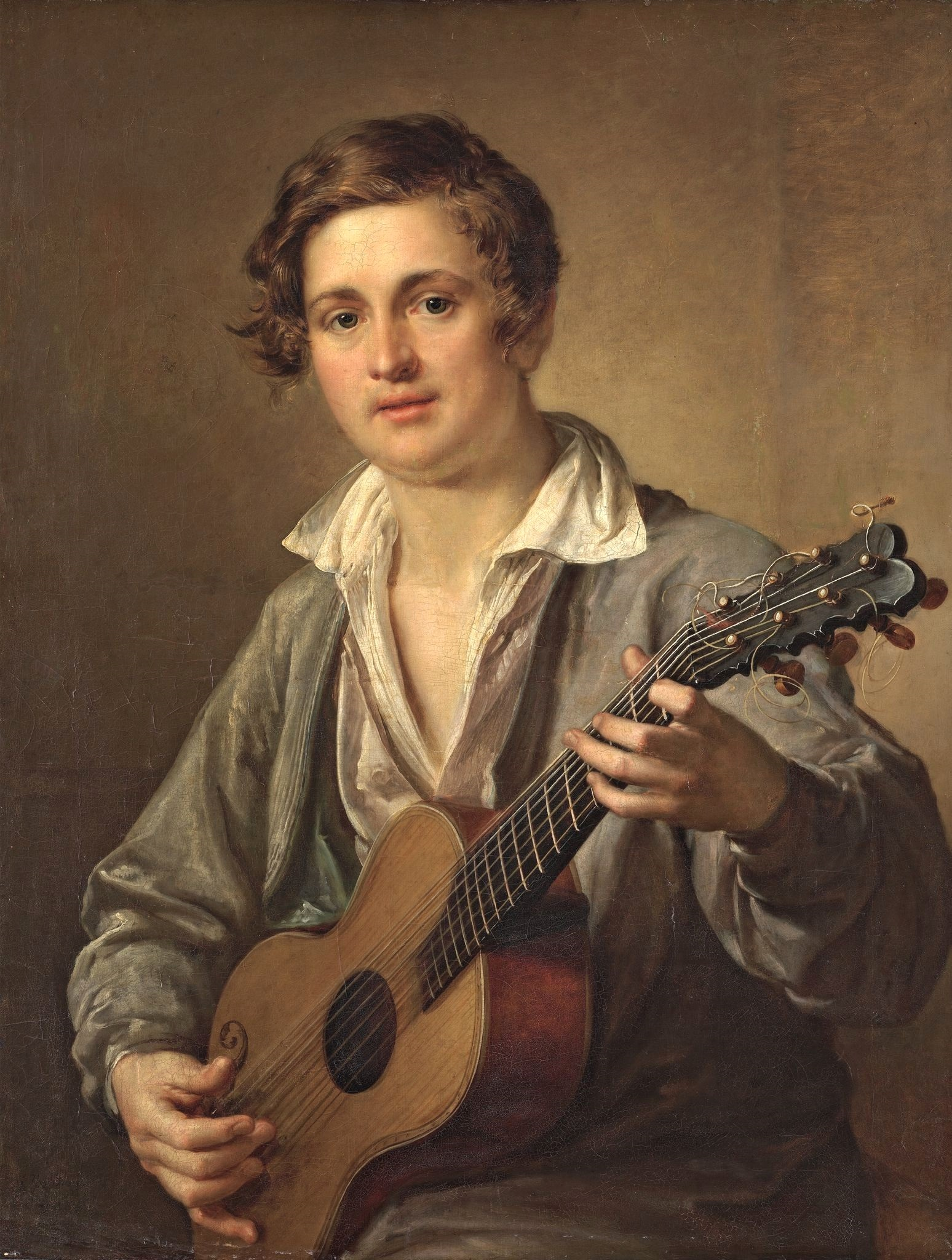
Семиструнна гітара на картині В. А. Тропініна «Гітарист» (1823)

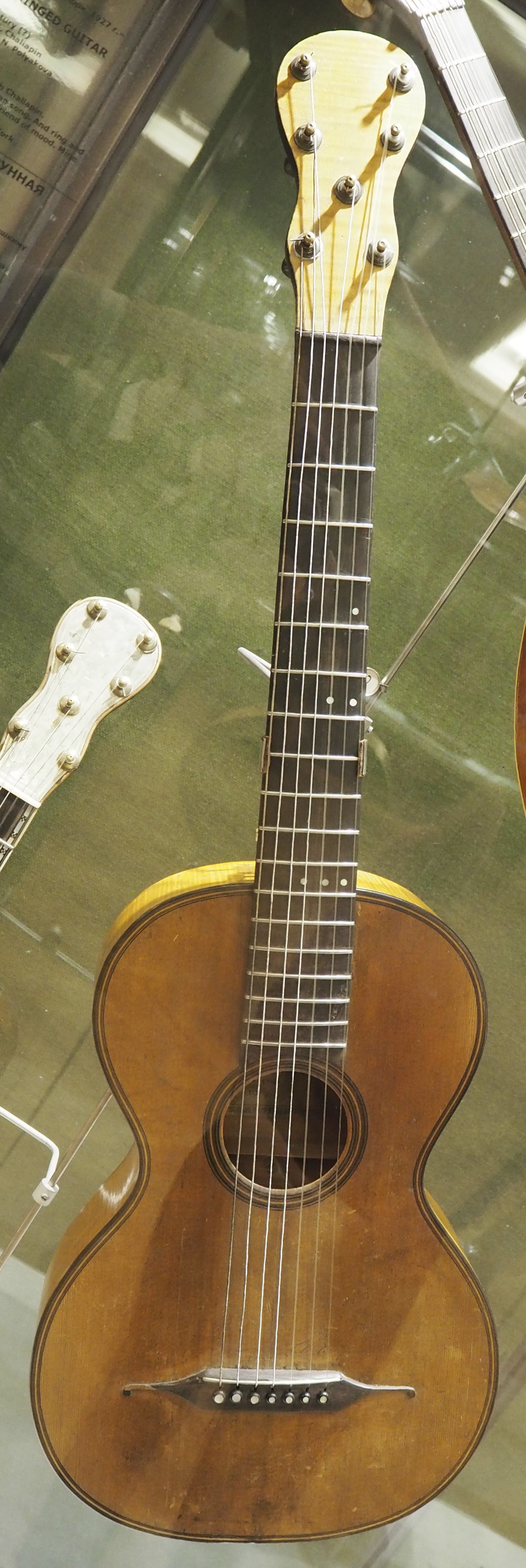
Семиструнна гітара, майстер Іван Краснощоков

Винахід російської гітари приписують російському гітаристу і композитору чеського походження Андрію Осиповичу Сихрі (1773–1850). А. Сихра також створив власну методику гри на цій гітарі, написав величезну кількість (більше тисячі) музичних творів для семиструнної гітари. Він усіляко популяризував як саму гітару, так і власний метод гри на ній. Також виховав і вивчив велику кількість учнів. Сімдесят п'ять творів А. О. Сихри були в 1840 році видані російським музичним видавцем Федором Стелловським. А 1880 року вони були перевидані одним з найбільших в дореволюційній Росії  музичних видавництв — А. Гутхейля (A.Gutheil). Твори А.О.Сихри також публікувалися за часів СРСР у 1926 році.  
Цей тип гітари був популярний у Росії (звідси походить назва «російська гітара»), у тому числі серед циган (тому її ще називають «циганською гітарою»).
Професіонали полюбляли російську гітару за її гучність, а серед аматорів вона була популярна через відносну простоту основних акордів і легкість виконання змінної бас-лінії.  
Також була популярною двошиєва версія російської гітари. Ці гітари зазвичай мали 11 або 12 рядів: одна шия з сімома різьбленими рядами, а інша — з чотирма або п'ятьма необлицьованими рядами. Також зустрічаються рідкісні екземпляри з овальним корпусом.
Нині семиструнна гітара на сцені звучить досить рідко, — переважно у репертуарі виконавців старовинних російських романсів або бардів. Хоча іноді сучасні композитори звертаються до цього інструменту і пишуть для нього концертні твори, наприклад, «Російський концерт» Ігоря Рєхіна.